# Cha Bum-kun
Cha Bum-kun – znany również jako Cha Bum-keun (ur. 22 maja 1953 w Hwaseongu) – koreański piłkarz grający na pozycji pomocnika i trener piłkarski.

## Kariera piłkarska
Urodzony w koreańskiej prowincji Kyŏnggi już od najmłodszych lat interesował się piłką nożną. Swoją karierę rozpoczął w klubie Korean Air Force, w wieku 18 lat. Już rok później, w 1972 Cha zaliczył swój pierwszy występ w reprezentacji, co czyni go najmłodszym powołanym do kadry piłkarzem w historii. Po siedmiu latach spędzonych w ojczyźnie, piłkarz postanowił wyjechać do Europy. Koreańczykiem zainteresował się, grający wówczas w Bundeslidze, SV Darmstadt 98. Podczas roku spędzonego w klubie, Cha zagrał tylko jednokrotnie. Piłkarz został zauważony przez Eintracht Frankfurt. Już w pierwszym sezonie Koreańczyk wystąpił 31 razy, zdobywając 12 bramek i przyczyniając się do triumfu w Pucharze UEFA 1980.
Kolejne trzy sezony były również udane – Cha wystąpił 91 razy i strzelił 34 gole. Latem 1983 po piłkarza sięgnął Bayer 04 Leverkusen. I tutaj również błyszczał – przez 5 sezonów, gdy Cha występował na pozycji napastnika, zdobył aż 49 goli. Ukoronowaniem kariery piłkarza było ponowne zdobycie Pucharu UEFA, w 1988 roku. Cha grał jeszcze przez jeden sezon, z tym, że na pozycji pomocnika. Wtedy też otrzymał swoją pierwszą żółtą kartkę w Bundeslidze – w przegranym spotkaniu z KFC Uerdingen 05. Latem 1989 piłkarz zakończył karierę.
Cha rozsławił reprezentację Korei Południowej – przyczyniając się do drugiego awansu do mistrzostw świata, rozgrywanych w Meksyku. Na mundialu Koreańczycy dwukrotnie przegrali – z Argentyną i Włochami, remisując jedynie z Bułgarią. Łącznie w reprezentacji Cha rozegrał 121 spotkań i strzelił 55 bramek.

## Kariera trenerska
Już dwa lata po zakończeniu kariery piłkarskiej Koreańczyk otrzymał propozycję trenowania klubu Ulsan Hyundai Horang-i. Pod jego wodzą klub nie osiągał wielkich sukcesów, a Cha został w 1994 roku zwolniony. Na następną pracę musiał czekać trzy lata, kiedy to Bum-keun objął reprezentację narodową. Wprowadził ją do Mistrzostw Świata 1998, ale po przegranych 1:3 z Meksykiem i 0:5 z Holandią Cha został zwolniony. W ostatnim grupowym meczu, zremisowanym 1:1 z Belgami, Koreańczyków poprowadził Kim Pyung-seok. Po mundialu Cha przejął na 18 miesięcy chiński Shenzhen Ping’an. Po zwolnieniu w 1999, Koreańczyk zajął się komentowaniem meczów w stacji MBC. W 2003 zatrudniony został przez Suwon Samsung Bluewings, zdobywając z klubem mistrzostwo Korei Południowej 2004. W ostatnim sezonie klub z Suwon zajął drugie miejsce, a Cha trenował ten klub do 2010 roku.

## Odznaczenia
- Krzyż Zasługi na Wstędze Orderu Zasługi Republiki Federalnej Niemiec (2019)[1]